# La Ròca d'Engalin
La Ròca Engalin  (en francès Larroque-Engalin) és un municipi francès situat al departament del Gers i a la regió d'Occitània.

## Demografia
| 1962                                       | 1968 | 1975 | 1982 | 1990 | 1999 | 2006 |
| ------------------------------------------ | ---- | ---- | ---- | ---- | ---- | ---- |
| 88                                         | 86   | 66   | 55   | 53   | 59   | 62   |
| Des de 1962: població sense dobles comptes |      |      |      |      |      |      |

## Administració
| Període | Identitat       | Partit |
| ------- | --------------- | ------ |
| 1983-   | Georges Courtès | PS     |